# OGLE-2006-BLG-109Lc
OGLE-2006-BLG-109Lc là một ngoại hành tinh quay quanh ngôi sao OGLE-2006-BLG-109L. Đây là hành tinh ngoài Hệ Mặt Trời nằm cách Trái Đất là 4000 năm ánh sáng với Khối lượng nhỏ hơn Sao Mộc một chút. Khoảng cách từ ngôi sao - hành tinh này là 0.59 AU. Chu kỳ tự quay mất 4.932 ngày. Hành tinh này được công bố năm 2008 bằng phương pháp quá cảnh.